# إيمانويل روفيني
إيمانويل روفيني (بالإيطالية: Emanuele Rovini)‏ (15 مارس 1995 - ) هو لاعب كرة قدم إيطالي في مركز الهجوم. شارك مع منتخب إيطاليا تحت 16 سنة لكرة القدم ومنتخب إيطاليا تحت 17 سنة لكرة القدم. أما مع النوادي، فقد لعب مع نادي أودينيزي ونادي إمبولي ونادي سبال.

## وصلات خارجية
- إيمانويل روفيني على موقع قاعدة بيانات كرة القدم.إي يو (الإنجليزية)